# Real de Banjul FC
Real de Banjul FC is een Gambiaanse voetbalclub uit de hoofdstad Banjul. Tot 1967 speelde de club onder de naam Benson & Hedges.

## Erelijst
Landskampioen
1975, 1978, 1983, 1994, 1997, 1998, 2000, 2007, 2012, 2014, 2023, 2024, 2025
Beker van Gambia
1969, 1997